# Karl-Erik Grahn
Karl-Erik Vilhelm Grahn (Jönköping, 1914. november 5. – Borås, 1963. március 14.), svéd válogatott labdarúgó, edző.
A svéd válogatott tagjaként részt vett az 1938-as világbajnokságon és az 1936. évi nyári olimpiai játékokon.

## Sikerei, díjai
- IF Elfsborg
  - Svéd első osztály bajnoka: 1935-36, 1938-39, 1939-40